# Cybaeus patritus
Espèce
Cybaeus patritus est une espèce d'araignées aranéomorphes de la famille des Cybaeidae.

## Distribution
Cette espèce est endémique des États-Unis. Elle se rencontre en Caroline du Nord et au Tennessee.

## Description
Le mâle holotype mesure 7 mm et la femelle paratype 10 mm.

## Publication originale
- Bishop & Crosby, 1926 : Notes on the spiders of the southeastern United States with descriptions of new species. Journal of the Elisha Mitchell Scientific Society, vol. 41, no 3/4, p. 163-212 (texte intégral).